# Gunnar Danielson (direktör)
Per Gunnar Fredrik Danielson, född 15 november 1911 i Kalmar, död 22 juli 1985, var en svensk direktör. 
Danielson, som var son till länsjägmästare Uno Danielson och Ingrid Boman, avlade studentexamen 1931 och blev juris kandidat vid Stockholms högskola 1938. Han blev notarie i Stockholms rådhusrätt 1938, tillförordnad borgmästare i Torshälla stad 1940, sekreterare i Livsmedelskommissionen 1943, verkställande direktör i Stockholms livsmedelshandlareförening 1947, egen företagare 1956, verkställande direktör i Sveriges järnhandlareförbund 1959 och för Eskilstuna Jernmanufaktur AB från 1960. Han tillhörde Stockholms stadsfullmäktige 1950–1958, var huvudman för Stockholms stads sparbank 1950 samt styrelseledamot i Stockholms köpmannaförbund 1947–1956, AB Familjebostäder från 1950, Sveriges köpmannaförbund 1959–1960 och Eskilstuna Jernmanufaktur AB från 1959.